# Ашшур-рабі I
Ашшур-рабі I — ассирійський правитель першої половини XV століття.
Зумів звільнитись від мітаннійської гегемонії.